# Хилков, Борис Андреевич
Князь Борис Андреевич Хилков — стольник, московский дворянин и воевода в Смутное время и во времена правления Михаила Фёдоровича.
Из княжеского рода Хилковых. Старший сын князя Андрея Дмитриевича Хилкова. Имел братьев князей Фёдора по прозванию Молодой, Петра, Ивана Большого и Ивана Меньшого.

## Биография

### Служба в Смутное время
В 1606 году послан от царя Василия Шуйского под Елец к боярам и воеводам с золотыми и милостивым словом. В январе 1608 года на бракосочетании царя Василия Шуйского с княжной Марией Петровной Буйносовой-Ростовской нёс первым свечу невесты. В 1617 году, в чине стольника, упомянут на царском обеде в Симоновом монастыре.

#### Служба Михаилу Фёдоровичу
В 1614-1615 годах воевода в Уфе. В 1618 году первый воевода в Белой. В этом же году местничал с князем Фёдором Андреевичем Елецким, но дело проигрывает. В 1619-1620 году воевода в Казани. В 1621 году первый воевода Большого полка в Переславле. В 1624-1626 годах воевода в Торопце. В 1626 году первый объезчик от Неглинной до Покровской улицы в Москве. В этом году имел поместный оклад в 800 четвертей земли и 80 рублей. В 1627—1629 годах в Боярской книге записан московским дворянином. В 1628-1630 годах воевода в Вологде, где в мае 1630 года по указной царской грамоте отказал в поместье Я. Я. Ворыпаеву в Вологодском уезде.

## Семья
От брака с неизвестной имел детей:
- Князь Хилков Василий Борисович — рында, стольник и воевода.